# Катароха
Катароха (шп. Catarroja) град је у Шпанији у аутономној заједници Валенсијанска Заједница у покрајини Валенсија. Према процени из 2017. у граду је живело 27 728 становника.

## Становништво
Према процени, у граду је 2017. живело 27 728 становника.
| 2017.  |
| ------ |
| 27.728 |